# Ida Marie Hagen
Ida Marie Hagen (* 18. August 2000) ist eine norwegische nordische Kombiniererin.

## Werdegang
Hagen, die für Haslum IL startet, gab ihr internationales Debüt am 29. August 2014 im Rahmen des Schüler-Grand-Prix in Oberstdorf, wo sie den 4-km-Gundersen-Wettbewerb von der Mittelschanze als Fünfte abschloss.
Bei den norwegischen Meisterschaften im November 2018 wurde Hagen Vizemeisterin hinter Gyda Westvold Hansen. Diese Position als zweitbeste Norwegerin konnte sie den gesamten Winter behaupten. So debütierte sie im Dezember 2018 erstmals im Continental Cup, der in dieser Saison noch die höchste Wettkampfserie der Frauen darstellte. Mit insgesamt vier Platzierungen unter den besten Zehn etablierte sich Hagen in der Weltspitze und erreichte schließlich in der Gesamtwertung den siebten Rang.
Am 11. Dezember 2021 erreichte Hagen als Zweite beim Massenstart-Wettbewerb in Otepää ihre erste Podiumsplatzierung im Weltcup. Am 16. Dezember 2023 feierte Hagen mit dem 1. Platz im Compact Rennen in Ramsau ihren ersten Weltcup-Sieg. Daraufhin folgten in der Saison noch weitere  8 Siege, sodass sie den Gesamtweltcup 2023/24 vor der dominanten Athletin der vergangenen Jahre, Gyda Westvold Hansen gewinnen konnte. 

## Privates
Ida Marie ist die ältere Schwester der nordischen Kombiniererin Mille Marie Hagen.

## Erfolge

### Weltcup-Siege im Einzel
| Nr. | Datum             | Ort         | Disziplin                   |
| --- | ----------------- | ----------- | --------------------------- |
| 01. | 16. Dezember 2023 | Ramsau      | Compact Normalschanze       |
| 02. | 14. Januar 2024   | Oberstdorf  | Compact Normalschanze       |
| 03. | 28. Januar 2024   | Schonach    | Gundersen Normalschanze     |
| 04. | 2. Februar 2024   | Seefeld     | Gundersen Normalschanze     |
| 05. | 3. Februar 2024   | Seefeld     | Compact Normalschanze       |
| 06. | 10. Februar 2024  | Otepää      | Gundersen Normalschanze     |
| 07. | 11. Februar 2024  | Otepää      | Gundersen Normalschanze     |
| 08. | 7. März 2024      | Oslo        | Gundersen Normalschanze     |
| 09. | 17. März 2024     | Trondheim   | Gundersen Normalschanze     |
| 10. | 6. Dezember 2024  | Lillehammer | Gundersen Normalschanze     |
| 11. | 7. Dezember 2024  | Lillehammer | Compact Normalschanze       |
| 12. | 20. Dezember 2024 | Ramsau      | Massenstart Normalschanze   |
| 13. | 21. Dezember 2024 | Ramsau      | Compact Normalschanze       |
| 14. | 18. Januar 2025   | Schonach    | Gundersen Normalschanze     |
| 15. | 19. Januar 2025   | Schonach    | Compact Normalschanze       |
| 16. | 31. Januar 2025   | Seefeld     | Massenstart Normalschanze 1 |
| 17. | 8. Februar 2025   | Otepää      | Gundersen Normalschanze     |

### Weltcup-Siege im Team
| Nr. | Datum          | Ort       | Disziplin                     |
| --- | -------------- | --------- | ----------------------------- |
| 01. | 6. Januar 2023 | Otepää    | Mixed-Staffel Normalschanze 1 |
| 02. | 16. März 2024  | Trondheim | Mixed-Staffel Normalschanze 1 |

### Grand-Prix-Siege im Einzel
| Nr. | Datum             | Ort        | Disziplin             |
| --- | ----------------- | ---------- | --------------------- |
| 01. | 2. September 2023 | Villach    | Compact Normalschanze |
| 02. | 28. August 2024   | Oberstdorf | Compact Normalschanze |

## Statistik

### Platzierungen bei Weltmeisterschaften
| Jahr und Ort   | Wettbewerb | Wettbewerb  | Wettbewerb |
| Jahr und Ort   | Gundersen  | Massenstart | Mixed-Team |
| -------------- | ---------- | ----------- | ---------- |
| 2023 Planica   | 04.        | —           | 01.        |
| 2025 Trondheim | 02.        | 10.         | 01.        |

### Weltcup-Platzierungen
| Saison  | Platz | Punkte |
| ------- | ----- | ------ |
| 2021/22 | 02.   | 0411   |
| 2022/23 | 03.   | 0542   |
| 2023/24 | 01.   | 1440   |

### Continental-Cup-Platzierungen
| Saison  | Platz | Punkte |
| ------- | ----- | ------ |
| 2018/19 | 07.   | 0224   |
| 2021/22 | 11.   | 0076   |